# جايديب أهلاوات
جايديب أهلاوات هو ممثل هندي، ولد في 8 فبراير 1980 في الهند.

## وصلات خارجية
- جايديب أهلاوات على موقع IMDb (الإنجليزية)
- جايديب أهلاوات على موقع قاعدة بيانات الفيلم (الإنجليزية)